# Sparactica eustola
Sparactica eustola är en fjärilsart som beskrevs av Edward Meyrick 1938. Sparactica eustola ingår i släktet Sparactica och familjen mott. Inga underarter finns listade i Catalogue of Life.